# Raimbaud (stratège)
Pour les articles homonymes, voir Raimbaud.
Raimbaud (en latin : Raimbaldus, Ragimbaldus, Raginbaldus) est un aventurier normand de la seconde moitié du XIe siècle qui s'illustra brièvement dans l'Empire byzantin dans les années 1070.

## Biographie
Probablement natif du duché de Normandie ou du Nord de la France actuelle, il arrive en Italie du Sud à une date inconnue. De là, il se rend à Byzance en 1072/1073 à la tête d'une armée de 8 000 soldats « francs », se mettant sous les ordres d'un général byzantin d'origine arménienne, Philaretos Brachamios, qui l'installe sur l'Euphrate pour combattre les Turcs.
Il meurt en combattant Thornig, seigneur de Saçoun (ou Sassoun) en 1074.